# Bullet Train Explosion
Bullet Train Explosion (Originaltitel: 新幹線大爆破) ist ein japanischer Actionfilm aus dem Jahr 2025, bei welchem es sich um eine Fortsetzung des 1975 erschienenen Films Panik im Tokio-Express handelt. Am 23. April 2025 nahm der Streamingdienst Netflix den Film weltweit in sein Angebot auf.

## Handlung
Ein alarmierender Anruf erreicht die Angestellten eines Kontrollzentrums der japanischen Eisenbahn: An Bord des Zuges Shinkansen Hayabusa Nr. 60 (5060B), der sich auf dem Weg nach Tokio befindet, wurden mehrere Bomben deponiert, die zu explodieren drohen, wenn die Geschwindigkeit des Zuges unter 100 km/h fällt. Der Erpresser fordert 100 Milliarden Yen. Für die Bahnangestellten und die Behörden beginnt ein Wettlauf gegen die Zeit, während sie versuchen, die drohende Katastrophe abzuwenden. 
Im Verlauf der Handlung stellt sich heraus, dass dieser Anschlag einen Zusammenhang mit einer ähnlichen Bombendrohung des Zugs Shinkansen Hikari 109 zu tun hat – eine fiktive Geschichte, die 1975 als Panik im Tokio-Express verfilmt worden war.

## Besetzung und Synchronisation
Die deutschsprachige Synchronisation entstand nach dem Dialogbuch sowie unter der Dialogregie von Lars Waltl durch die Synchronfirma VSI Synchron in Berlin.
| Rolle                | Schauspieler      | Synchronsprecher     |
| -------------------- | ----------------- | -------------------- |
| Kazuya Takaichi      | Tsuyoshi Kusanagi | Matthias Deutelmoser |
| Aoi Watanuki         | Runa Nakashima    | Hedda Erlebach       |
| Chika Matsumoto      | Rena Nōnen        | Zina Laus            |
| Itsuki               | Katsutoshi Kihara | Marco Wittorf        |
| Kanemoto             | Hiroki Okabe      | Vincent Borko        |
| Keiji Fujii          | Kanata Hosoda     | Patrick Keller       |
| Keizō Shinohara      | Naomasa Musaka    | Jens-Uwe Bogadtke    |
| Kentarō Sasaki       | Kentarō Tamura    | Jan Makino           |
| Kōdai Hayashi        | Daisuke Kuroda    | Frank Schröder       |
| Masashi Totsuka      | Kentarō Shimazu   | Sven Brieger         |
| Masatoshi Koga       | Pierre Taki       | Stephan Baumecker    |
| Masayoshi Gotō       | Satoru Matsuo     | Tobias Nath          |
| Mitsuru Todoroki     | Jun Kaname        | Julien Haggège       |
| Mukai                | Takaya Aoyagi     | Sebastian Kaufmane   |
| Nagano               | Yūsaku Mori       | Michael Kühl         |
| Ninomiya             | Yūno Ōhara        | Sarah Palarczyk      |
| Nosaka               | Hiroki Konno      | Christopher Arndt    |
| Ryōta Chiba          | Akihisa Muramoto  | Maik Rogge           |
| Sakura Ichikawa      | Suzuka Ōgo        | Lin Gothoni          |
| Shigeru Suwa         | Yajūrō Bandō      | Hanns-Jörg Krumpholz |
| Shima                | Suzuyuki Kaneko   | Tim Daxelhofer       |
| Shinnosuke Yoshimura | Yasumasa Ōba      | Marcus Off           |
| Tsutomu Onodera      | Tatsuya Mori      | Stefan Staudinger    |
| Tsuyoshi Mogi        | Shōta Taniguchi   | Alexander Ziegenbein |
| Yoshiharu Kawagoe    | Kenji Iwaya       | Axel Strothmann      |
| Yūichi Kasagi        | Takumi Saitō      | Sascha Rotermund     |
| Yukino Yamamoto      | Emi Nishino       | Anja Dorrer          |
| Yūko Kagami          | Machiko Ono       | Julia Kaufmann       |
| Yuzuki Onodera       | Hana Toyoshima    | Emilia Raschewski    |